# Steven Thicot
Steven Thicot (* 14. Februar 1987 in Montreuil) ist ein französischer Fußballspieler. Thicot gehörte zur Mannschaft, die im Jahr 2004 den U-17 Europameisterschaftstitel gewann.

## Karriere
Thicot unterschrieb in der Saison 2005/06 seinen ersten Profivertrag beim FC Nantes, konnte sich aber nie in der ersten Mannschaft durchsetzen. 2006 wurde er an den CS Sedan ausgeliehen und spielte dort insgesamt dreimal in der Ligue 1. Im Jahr 2008 wechselte er nach Schottland zu Hibernian Edinburgh, wo er am 1. Spieltag der Saison 2008/09 bei der 1:0-Niederlage gegen den FC Kilmarnock sein Debüt gab. In der 33. Minute musste er aufgrund von Oberschenkelproblemen ausgewechselt werden.
Ab Sommer 2011 war Thicot ein Jahr lang ohne Verein, ehe ihn der portugiesische Zweitligist Naval 1º de Maio unter Vertrag nahm. In seinem neuen Klub wurde er zur Stammkraft, musste nach Saisonende jedoch absteigen. Anschließend wechselte er im Sommer 2013 zu Dinamo Bukarest nach Rumänien. Ab Sommer 2014 war er ein halbes Jahr ohne Verein, ehe ihn Belenenses Lissabon verpflichtete. Dort war er zunächst Stammkraft, wurde aber in den letzten Saisonspielen nicht mehr berücksichtigt. Ab Sommer 2015 war er erneut ein halbes Jahr auf Klubsuche, bevor ihn CD Tondela unter Vertrag nahm. Im Sommer 2016 wurde sein Vertrag nicht verlängert. Von Anfang 2017 bis zur Sommerpause heuerte er bei AE Larisa in der griechischen Super League an. Nachdem er knapp fünf Monate ohne Verein war, spielt er seit dem 7. Dezember 2017 beim Erstligisten Melaka United in der Malaysia Premier League.
Er spielte von Anfang 2020 bis Ende 2021 für den FK Kauno Žalgiris. Er hat in zwei Spielzeiten 45 Tore in der A lyga.